# Andwil
Andwil (toponimo tedesco) è un comune svizzero di 2 128 abitanti del Canton San Gallo, nel distretto di San Gallo.

## Geografia fisica
Il territorio di Andwil comprende la zona di torbiere dell'Andwilermoos.

## Storia
Il comune politico di Andwil è stato istituito nel 1803 e comprendeva anche le località di Arnegg, Erlen, Fronackeren, Geretschwil, Herzenwil, Hölzli, Stöcklen, Wilen e Zinggenhueb, cedute a Gossau nel 1806, e Matten, ceduta a Gossau nel 1919 quando fu scambiata con Fronackeren, Hölzli, Landegg e Neuegg.

## Monumenti e luoghi d'interesse
- Chiesa parrocchiale cattolica di Sant'Otmaro, eretta nel 1732[3];
- Cappella cattolica di Santa Margherita, attestata dal 1522 e ricostruita nel 1860[3].

## Società

### Evoluzione demografica
L'evoluzione demografica è riportata nella seguente tabella:
Abitanti censiti

## Geografia antropica

### Frazioni
Le frazioni di Andwil sono:
- Fronackeren
  - Hölzli
  - Landegg
  - Neuegg
- Hinterberg
- Oberarnegg